# Finland op de Olympische Zomerspelen 1908
Finland maakte zijn Olympisch debuut op de Olympische Zomerspelen 1908 in Londen, Engeland. Destijds was het Grootvorstendom Finland onderdeel van het Russische Rijk, maar het Internationaal Olympisch Comité houdt de Finse resultaten apart van de Russische.

## Resultaten per onderdeel

### Atletiek
| Olympiër          | Onderdeel                   | Resultaat | Prestatie                                                       |
| ----------------- | --------------------------- | --------- | --------------------------------------------------------------- |
| Ragnar Stenberg   | 100m (m)                    | series    | serie 7: 5de                                                    |
| Ragnar Stenberg   | 200m (m)                    | series    | serie 4: 3de                                                    |
| Ragnar Stenberg   | 400m (m)                    | DNS       | niet gestart                                                    |
| Ragnar Stenberg   | 800m (m)                    | DNS       | niet gestart                                                    |
| Fredrik Svanström | 800m (m)                    | DNF       | niet gefinisht                                                  |
| Fredrik Svanström | 1500m (m)                   | series    | serie 5: 3de in 4.25,2                                          |
| Ragnar Stenberg   | 110m horden (m)             | DNS       | niet gestart                                                    |
| Ragnar Stenberg   | 400m horden (m)             | DNS       | niet gestart                                                    |
| Kalle Nieminen    | marathon (m)                | 10e       | 3:09.50,8                                                       |
| Juho Halme        | hink-stap-springen (m)      | 18-20e    |                                                                 |
| Lauri Pihkala     | hoogspringen (m)            | 16e       | kwalificatie groep B: 8ste met 1,67m finale: 16de met 1,67m     |
| Lauri Wilskman    | hoogspringen (m)            | DNF       | kwalificatie groep A: 5de met 1,67m finale: geen geldige poging |
| Juho Halme        | kogelstoten (m)             | 9-25e     |                                                                 |
| Verner Järvinen   | kogelstoten (m)             | 9-25e     |                                                                 |
| Elmer Niklander   | kogelstoten (m)             | 9-25e     |                                                                 |
| Jalmari Sauli     | kogelstoten (m)             | 7e        | kwalificatie groep A: 2de met 12,58m finale: 7de met 12,58m     |
| Bruno Zilliacus   | kogelstoten (m)             | 9-25e     |                                                                 |
| Verner Järvinen   | discuswerpen (m)            | 4e        | kwalificatie groep F: 2de met 39,42m finale: 4de met 39,43m     |
| Elmer Niklander   | discuswerpen (m)            | 12-42e    |                                                                 |
| Lauri Pihkala     | discuswerpen (m)            | 12-42e    |                                                                 |
| Aarne Salovaara   | discuswerpen (m)            | 12-42e    |                                                                 |
| Jalmari Sauli     | discuswerpen (m)            | 12-42e    |                                                                 |
| Lauri Wilskman    | discuswerpen (m)            | 12-42e    |                                                                 |
| Evert Jakobsson   | speerwerpen (m)             | 8-16e     |                                                                 |
| Jarl Jakobsson    | speerwerpen (m)             | 8-16e     |                                                                 |
| Juho Halme        | speerwerpen (m)             | 6e        |                                                                 |
| Armas Pesonen     | speerwerpen (m)             | 5e        | kwalificatie groep A: 3de met 45,17m finale: 5de met 45,18m     |
| Aarne Salovaara   | speerwerpen (m)             | 4e        | kwalificatie groep A: 2de met 46,81m finale: 4de met 45,89m     |
| Jalmari Sauli     | speerwerpen (m)             | 7e        |                                                                 |
| Verner Järvinen   | grieks discuswerpen (m)     | Brons     | kwalificatie groep D: 3de met 36,49m finale: 3de met 36,49m     |
| Elmer Niklander   | grieks discuswerpen (m)     | 9e        | kwalificatie groep C: 2de met 32,46m finale: 9de met 32,46m     |
| Evert Jakobsson   | speerwerpen vrije stijl (m) | 10-33e    |                                                                 |
| Jarl Jakobsson    | speerwerpen vrije stijl (m) | 10-33e    |                                                                 |
| Verner Järvinen   | speerwerpen vrije stijl (m) | 10-33e    |                                                                 |
| Juho Halme        | speerwerpen vrije stijl (m) | 9e        | kwalificatie groep A: 3de met 39,88m finale: 9de met 39,88m     |
| Johan Kemp        | speerwerpen vrije stijl (m) | 10-33e    |                                                                 |
| Armas Pesonen     | speerwerpen vrije stijl (m) | 6e        | kwalificatie groep A: 1ste met 46,04m finale: 6de met 46,04m    |
| Aarne Salovaara   | speerwerpen vrije stijl (m) | 10-33e    |                                                                 |
| Jalmari Sauli     | speerwerpen vrije stijl (m) | 8e        | kwalificatie groep A: 2de met 43,30m finale: 8ste met 43,30m    |

### Schietsport
| Olympiër                                                                              | Onderdeel                             | Resultaat | Prestatie                        |
| ------------------------------------------------------------------------------------- | ------------------------------------- | --------- | -------------------------------- |
| Heikki Hallamaa                                                                       | 300m vrij geweer 3 houdingen (m)      | 46e       | 576 punten: (165-181-230)        |
| Heikki Huttunen                                                                       | 300m vrij geweer 3 houdingen (m)      | 38e       | 686 punten: (204-212-270)        |
| Riku Korhonen                                                                         | 300m vrij geweer 3 houdingen (m)      | 39e       | 672 punten: (171-236-265)        |
| Voitto Kolho                                                                          | 300m vrij geweer 3 houdingen (m)      | 17e       | 788 punten: (231-269-288)        |
| Emil Nässling                                                                         | 300m vrij geweer 3 houdingen (m)      | 41e       | 657 punten: (204-234-219)        |
| Frans Nässling                                                                        | 300m vrij geweer 3 houdingen (m)      | 30e       | 733 punten: (221-244-268)        |
| Gustav Nyman                                                                          | 300m vrij geweer 3 houdingen (m)      | 44e       | 615 punten: (200-166-249)        |
| Karl Reilin                                                                           | 300m vrij geweer 3 houdingen (m)      | 45e       | 584 punten: (217-174-193)</small |
| Huvi Tuiskunen                                                                        | 300m vrij geweer 3 houdingen (m)      | 37e       | 697 punten: (193-246-256)        |
| Frans Nässling Gustav Nyman Heikki Huttunen Voitto Kolho Emil Nässling Huvi Tuiskunen | 300m vrij geweer 3 houdingen team (m) | 8e        | 3962 punten                      |

### Schoonspringen
| Olympiër      | Onderdeel     | Resultaat | Prestatie                                                                    |
| ------------- | ------------- | --------- | ---------------------------------------------------------------------------- |
| Oskar Wetzell | 3m plank (m)  | 11e       | 1ste ronde groep 3: 2de met 70,83 punten halve finale 1: 6de met 70,1 punten |
| Toivo Aro     | 10m toren (m) | 6e        | 1ste ronde groep 5: 2de met 69,50 punten halve finale 1: 3de met 62,7 punten |
| Oskar Wetzell | 10m toren (m) | 13e       | 1ste ronde groep 1: 4de met 69,70 punten                                     |

### Turnen
| Olympiër | Onderdeel                | Resultaat | Prestatie     |
| --- | ------------------------ | --------- | ------------- |
| Riku Korhonen | meerkamp individueel (m) | 75e       | 143,50 punten |
| Eetu Kosonen | meerkamp individueel (m) | onbekend  |               |
| Iivari Partanen | meerkamp individueel (m) | onbekend  |               |
| Jaska Saarivuori | meerkamp individueel (m) | onbekend  |               |
| David Teivonen | meerkamp individueel (m) | onbekend  |               |
| Eino Forsström Otto Granström Johan Kemp Jivari Kyykoski Heikki Lehmusto John Lindroth Yrjö Linko Edvard Linna Matti Markkanen Kaarlo Mikkolainen Veli Nieminen Kaarlo Kustaa Paasia Arvi Pohjanpää Aarne Pohjonen Eino Railio Heikki Riipinen Arno Saarinen Einari Verner Sahlstein Arne Salovaara Kaarlo Sandelin Elias Sipilä Viktor Smeds Kaarlo Soinio Kurt Enoch Stenberg Väinö Tiiri Magnus Wegelius | meerkamp team (m)        | Brons     | 403,00 punten |

### Worstelen
| Olympiër       | Onderdeel      | Resultaat      | Prestatie |
| Grieks-Romeins | Grieks-Romeins | Grieks-Romeins | Grieks-Romeins |
| -------------- | -------------- | -------------- | --- |
| Arvo Lindén    | -66,6kg (m)    | Brons          | 1ste ronde: W van BEL Hansen 2de ronde: W van DEN Carlsen kwartfinale: W van DEN Moller halve finale: V van RUS Orlov bronzen finale: W van SWE Persson |
| Jussi Kivimäki | -93kg (m)      | 9e             | 1ste ronde: vrij 2de ronde: V van NED van Westrop |
| Yrjö Saarela   | -93kg (m)      | Zilver         | 1ste ronde: W van DEN Nielsen 2de ronde: W van GBR Nixson kwartfinale: W van BEL Dubois halve finale: W van DEN Jensen finale: V van FIN Weckman        |
| Verner Weckman | -93kg (m)      | Goud           | 1ste ronde: vrij 2de ronde: W van GBR West kwartfinale: W van SWE Larsson halve finale: W van HUN Payr finale: W van FIN Saarela                        |

### Zwemmen
| Olympiër         | Onderdeel           | Resultaat | Prestatie               |
| ---------------- | ------------------- | --------- | ----------------------- |
| Herman Cederberg | 100m rugslag (m)    | DNS       | niet gestart            |
| John Henriksson  | 100m rugslag (m)    | onbekend  | serie 2: 3de            |
| Hugo Jonsson     | 100m rugslag (m)    | onbekend  | serie 1: 3de            |
| Herman Cederberg | 200m schoolslag (m) | onbekend  | serie 1: 4-5de          |
| John Henriksson  | 200m schoolslag (m) | onbekend  | serie 3: 3de            |
| Hugo Jonsson     | 200m schoolslag (m) | DNF       | serie 6: niet gefinisht |

Argentinië · Australazië · België · Bohemen · Canada · Denemarken · Duitsland · Finland · Frankrijk · Griekenland · Groot-Brittannië · Hongarije · Italië · Nederland · Noorwegen · Oostenrijk · Rusland · Turkije · Verenigde Staten · Zuid-Afrika · Zweden · Zwitserland